# Mingxing-Filmgesellschaft
Die Filmgesellschaft Mingxing (chinesisch 明星影片公司, Pinyin Míngxīng Yǐngpiàn Gōngsī, Jyutping Ming4sing1 Jing2pin3 Gung1si1, englisch China Sun Motion Picture Company) war eine der größten Filmproduktionsgesellschaften in China in den 1920er Jahren sowie in den 1930er Jahren in Shanghai und Hongkong. Die Firma bestand von 1924 bis 1937 und wurde nach dem Zweiten Japanisch-Chinesischen Krieg dauerhaft geschlossen.

## Geschichte
Mingxing wurde 1922 von Zhang Shichuan, Zheng Zhengqiu und anderen gegründet. Die Filmgesellschaft entwickelte sich neben Dazhonghua Baihe und der Tianyi-Filmgesellschaft zu einer der drei führenden Filmgesellschaften der 1920er Jahre. Während dieser Zeit waren alle drei Studios für die Produktion von „leichter“ Unterhaltung bekannt, wenn auch schon Zeichen für Sozialkritik zu verzeichnen waren, angeregt durch die Bewegung des vierten Mai.
Die Filmgesellschaft versuchte sich in den ersten Jahren mit komischen Kurzfilmen wie dem 1922er Laborer's Love (Romance of a Fruit Peddler). 1923 produzierte die Gesellschaft Orphan Rescues Grandfather, der ein kommerzieller Erfolg wurde und damit Mingxings Erfolg sicherte.
In den frühen 1930er Jahren war Mingxing zur führenden Filmgesellschaft in China aufgestiegen und dominierte den Markt mit seinem Rivalen, der Lianhua-Filmgesellschaft (in Zusammenarbeit mit Dazhonghua Baihe). Tianyi produzierte weiterhin Filme während der 1930er Jahre, doch die Anzahl konnte sich mit den beiden führenden Gesellschaften nicht messen. Zur Mitte der 30er Jahre wurden Mingxing und Lianhua Hauptproduzenten für linkspolitische Filme in Shanghai. Mit dem Tod des Mitbegründers Zheng Zhengqiu 1934 und dem Beginn des Krieges 1937 war Mingxing gezwungen, die Türen für immer zu schließen.
Einige Teile von Mingxing wurden 1938 von Zhang Shichuan in Form der Guahao-Filmgesellschaft wiederbelebt.

## Bedeutende Filme (Auswahl)
- 1922: Laborer’s Love aka Romance of a Fruit Peddler (Regie: Zhang Shichuan)
- 1933: Spring Silkworms (Regie: Cheng Bugao)
- 1933: Wild Torrents (Regie: Cheng Bugao)
- 1935: The Boatman’s Daughter (Regie: Shen Xiling)
- 1937: Crossroads (Regie: Shen Xiling)
- 1937: Street Angel (Regie: Yuan Muzhi)